# Sauštatar

Siegel von Sauštatar

Sauštatar (auch Saušsata(t)tar u. ä.) war ein König von Mittani in der zweiten Hälfte des 15. Jahrhunderts v. Chr.
Obwohl Sauštatar in mehreren Inschriften aus Alalaḫ, Tall Bazi und in der Erklärung von Šattiwazza genannt wird, ist nur wenig von ihm bekannt. Seinem Siegel zufolge war er der Sohn des ansonsten unbekannten Königs Parsatatar. Von einem Eroberungsfeldzug führte er aus Aššur eine Tür aus Gold und Silber als Beute in seine Hauptstadt Waššukanni.
Sein Herrschaftsgebiet reichte über Alalaḫ bis nach Kilikien, dem damaligen Land Kizzuwatna. Er schlichtete einen Streit zwischen seinen Vasallenkönigen Šunaššura von Kizzuwatna und Niqmepa von Alalaḫ. Sein Siegel wurde auch von seinen Nachfolgern benutzt.